# Echipa națională de fotbal a Republicii Chile
Echipa națională de fotbal a Republicii Chile reprezintă Chile în competițiile fotbalistice internaționale. Echipa este coordonată de către Federația Chiliană de Fotbal și până în prezent a participat la nouă Campionate Mondiale de Fotbal, cel mai recent în 2014. Cea mai mare performanță a echipei a fost clasarea pe locul trei la Campionatul Mondial de Fotbal 1962, ediție pe care a și găzduit-o.

## Statistici

### Cele mai multe selecții
| #   | Nume             | Carieră   | Selecții | Goluri |
| --- | ---------------- | --------- | -------- | ------ |
| 1.  | Gary Medel       | 2007 –    | 161      | 7      |
| 2.  | Alexis Sánchez   | 2006 –    | 160      | 51     |
| 3.  | Claudio Bravo    | 2004 –    | 145      | 0      |
| 4.  | Arturo Vidal     | 2007 –    | 142      | 34     |
| 5.  | Mauricio Isla    | 2007–2022 | 136      | 5      |
| 6.  | Gonzalo Jara     | 2006–2019 | 115      | 3      |
| 7.  | Jean Beausejour  | 2004–2021 | 109      | 6      |
| 8.  | Eduardo Vargas   | 2009–2022 | 106      | 40     |
| 9.  | Charles Aránguiz | 2009 –    | 101      | 7      |
| 10. | Leonel Sánchez   | 1955–1968 | 85       | 24     |

- (*) în activitate.

### Golgheteri
| #   | Nume                 | Carieră      | Goluri | Selecții |
| --- | -------------------- | ------------ | ------ | -------- |
| 1.  | Alexis Sánchez *     | 2006-prezent | 51     | 160      |
| 2.  | Eduardo Vargas       | 2009-2022    | 40     | 106      |
| 3.  | Marcelo Salas        | 1994–2009    | 37     | 70       |
| 4.  | Ivan Zamorano        | 1987–2001    | 34     | 69       |
| 4.  | Arturo Vidal *       | 2007-prezent | 34     | 142      |
| 6.  | Carlos Caszely       | 1969–1985    | 29     | 48       |
| 7.  | Leonel Sanchez       | 1955–1968    | 24     | 85       |
| 8.  | Jorge Aravena        | 1983–1989    | 22     | 37       |
| 9.  | Humberto Suazo       | 2005-2013    | 21     | 60       |
| 10. | Juan Carlos Letelier | 1979–1989    | 18     | 57       |

- (*) în activitate.

## Campionatul Mondial
| 1930        | Prima fază       | 5                | 3                | 2                | 0                | 1                | 5                | 3                |                  |                  |
| 1934 - 1938 | S-a retras       | S-a retras       | S-a retras       | S-a retras       | S-a retras       | S-a retras       | S-a retras       | S-a retras       | S-a retras       | S-a retras       |
| 1950        | Prima fază       | 9                | 3                | 1                | 0                | 2                | 5                | 6                |                  |                  |
| 1954 - 1958 | Nu s-a calificat | Nu s-a calificat | Nu s-a calificat | Nu s-a calificat | Nu s-a calificat | Nu s-a calificat | Nu s-a calificat | Nu s-a calificat | Nu s-a calificat | Nu s-a calificat |
| 1962        | Finala Mică      | 3                | 6                | 4                | 0                | 2                | 10               | 8                |                  |                  |
| 1966        | Prima fază       | 13               | 3                | 0                | 1                | 2                | 2                | 5                |                  |                  |
| 1970        | Nu s-a calificat | Nu s-a calificat | Nu s-a calificat | Nu s-a calificat | Nu s-a calificat | Nu s-a calificat | Nu s-a calificat | Nu s-a calificat | Nu s-a calificat | Nu s-a calificat |
| 1974        | Prima fază       | 11               | 3                | 0                | 2                | 1                | 1                | 2                |                  |                  |
| 1978        | Nu s-a calificat | Nu s-a calificat | Nu s-a calificat | Nu s-a calificat | Nu s-a calificat | Nu s-a calificat | Nu s-a calificat | Nu s-a calificat | Nu s-a calificat | Nu s-a calificat |
| 1982        | Prima fază       | 22               | 3                | 0                | 0                | 3                | 3                | 8                |                  |                  |
| 1986 - 1990 | Nu s-a calificat | Nu s-a calificat | Nu s-a calificat | Nu s-a calificat | Nu s-a calificat | Nu s-a calificat | Nu s-a calificat | Nu s-a calificat | Nu s-a calificat | Nu s-a calificat |
| 1994        | Descalificată    | Descalificată    | Descalificată    | Descalificată    | Descalificată    | Descalificată    | Descalificată    | Descalificată    | Descalificată    | Descalificată    |
| 1998        | Optimi           | 16               | 4                | 0                | 3                | 1                | 5                | 8                |                  |                  |
| 2002        | Nu s-a calificat | Nu s-a calificat | Nu s-a calificat | Nu s-a calificat | Nu s-a calificat | Nu s-a calificat | Nu s-a calificat | Nu s-a calificat | Nu s-a calificat | Nu s-a calificat |
| 2006        | Nu s-a calificat | Nu s-a calificat | Nu s-a calificat | Nu s-a calificat | Nu s-a calificat | Nu s-a calificat | Nu s-a calificat | Nu s-a calificat | Nu s-a calificat | Nu s-a calificat |
| 2010        | Optimi           | 10               | 4                | 2                | 0                | 2                | 3                | 5                |                  |                  |
| 2014        | Optimi           | 9                | 4                | 2                | 1                | 1                | 6                | 4                |                  |                  |
| 2018 - 2022 | Nu s-a calificat | Nu s-a calificat | Nu s-a calificat | Nu s-a calificat | Nu s-a calificat | Nu s-a calificat | Nu s-a calificat | Nu s-a calificat | Nu s-a calificat | Nu s-a calificat |
| 2026        | Va urma          | Va urma          | Va urma          | Va urma          | Va urma          | Va urma          | Va urma          | Va urma          | Va urma          | Va urma          |
| Total       | Locul 3          | 9/22             | 33               | 11               | 7                | 15               | 40               | 49               |                  |                  |

## Copa America
| 1916 | Locul 4    | 1939 | Locul 4    | 1967 | Locul 3  | 2011 | Locul 5  |
| 1917 | Locul 4    | 1941 | Locul 3    | 1975 | Locul 6  | 2015 | Campioni |
| 1919 | Locul 4    | 1942 | Locul 6    | 1979 | Locul 2  | 2016 | Campioni |
| 1920 | Locul 4    | 1945 | Locul 3    | 1983 | Locul 5  | 2019 | Locul 4  |
| 1921 | S-a retras | 1946 | Locul 5    | 1987 | Locul 2  | 2021 | Locul 7  |
| 1922 | Locul 5    | 1947 | Locul 4    | 1989 | Locul 5  | 2024 |          |
| 1923 | S-a retras | 1949 | Locul 5    | 1991 | Locul 3  |      |          |
| 1924 | Locul 4    | 1953 | Locul 4    | 1993 | Locul 9  |      |          |
| 1925 | S-a retras | 1955 | Locul 2    | 1995 | Locul 11 |      |          |
| 1926 | Locul 3    | 1956 | Locul 2    | 1997 | Locul 11 |      |          |
| 1927 | S-a retras | 1957 | Locul 6    | 1999 | Locul 4  |      |          |
| 1929 | S-a retras | 1959 | Locul 5    | 2001 | Locul 7  |      |          |
| 1935 | Locul 4    | 1959 | S-a retras | 2004 | Locul 10 |      |          |
| 1937 | Locul 5    | 1963 | S-a retras | 2007 | Locul 8  |      |          |

## Finale
| 2015 | Chile | 0 - 0 | Argentina |
| 2016 | Chile | 0 - 0 | Argentina |

| 1979 | Chile | 1 - 3 | Paraguay |
| 1987 | Chile | 0 - 1 | Uruguay  |

|  |  |  |  |
|  |  |  |  |

| 1999 | Chile | 1 - 2 | Mexic     |
| 2019 | Chile | 1 - 2 | Argentina |

## Palmares
- Jocurile Olimpice
  - Locul trei : 2000
- China Cup
  - Câștigători : 2017

## Echipament
| Firmă echipament | Perioadă     |
| ---------------- | ------------ |
| Adidas           | 2021-prezent |

## Lotul pentru Copa América 2021
Următori jucători sunt convocați pentru meciurile de la Copa América 2021.
Selecțiile și golurile sunt actualizate după meciul din 24 iunie 2021, cu Paraguay.
| Nr. | Poz. | Jucător                 | Data nașterii (vârsta)         | Selecții | Goluri | Club                 |
| --- | ---- | ----------------------- | ------------------------------ | -------- | ------ | -------------------- |
| 1   | P    | Claudio Bravo (captain) | 13 aprilie 1983 (41 de ani)    | 132      | 0      | Betis                |
| 12  | P    | Gabriel Arias           | 13 septembrie 1987 (37 de ani) | 13       | 0      | Racing               |
| 23  | P    | Gabriel Castellón       | 8 septembrie 1993 (31 de ani)  | 0        | 0      | Huachipato           |
|     |      |                         |                                |          |        |                      |
| 2   | F    | Eugenio Mena            | 18 iulie 1988 (36 de ani)      | 62       | 3      | Racing               |
| 3   | F    | Guillermo Maripán       | 6 mai 1994 (30 de ani)         | 31       | 2      | Monaco               |
| 4   | F    | Mauricio Isla           | 12 iunie 1988 (36 de ani)      | 124      | 4      | Flamengo             |
| 5   | F    | Enzo Roco               | 16 august 1992 (32 de ani)     | 28       | 1      | Fatih Karagümrük     |
| 6   | F    | Francisco Sierralta     | 6 mai 1997 (27 de ani)         | 7        | 0      | Watford              |
| 15  | F    | Daniel González         | 20 februarie 2002 (23 de ani)  | 1        | 0      | Santiago Wanderers   |
| 17  | F    | Gary Medel              | 3 august 1987 (37 de ani)      | 133      | 7      | Bologna              |
| 18  | F    | Sebastián Vegas         | 4 decembrie 1996 (28 de ani)   | 12       | 1      | Monterrey            |
|     |      |                         |                                |          |        |                      |
| 7   | M    | César Pinares           | 23 mai 1991 (33 de ani)        | 18       | 1      | Grêmio               |
| 8   | M    | Arturo Vidal            | 22 mai 1987 (37 de ani)        | 123      | 32     | Internazionale       |
| 13  | M    | Erick Pulgar            | 15 ianuarie 1994 (31 de ani)   | 31       | 2      | Fiorentina           |
| 14  | M    | Pablo Galdames          | 30 decembrie 1996 (28 de ani)  | 6        | 0      | Vélez Sarsfield      |
| 19  | M    | Tomás Alarcón           | 19 ianuarie 1999 (26 de ani)   | 7        | 0      | Cádiz                |
| 20  | M    | Charles Aránguiz        | 17 aprilie 1989 (35 de ani)    | 86       | 7      | Bayer Leverkusen     |
| 25  | M    | Marcelino Núñez         | 1 martie 2000 (25 de ani)      | 0        | 0      | Universidad Católica |
| 27  | M    | Pablo Aránguiz          | 17 martie 1997 (28 de ani)     | 1        | 0      | Universidad de Chile |
| 28  | M    | Claudio Baeza           | 23 decembrie 1993 (31 de ani)  | 8        | 0      | Toluca               |
|     |      |                         |                                |          |        |                      |
| 9   | A    | Jean Meneses            | 16 martie 1993 (32 de ani)     | 11       | 2      | León                 |
| 10  | A    | Alexis Sánchez          | 19 decembrie 1988 (36 de ani)  | 138      | 46     | Internazionale       |
| 11  | A    | Eduardo Vargas          | 20 noiembrie 1989 (35 de ani)  | 99       | 40     | Atlético Mineiro     |
| 16  | A    | Felipe Mora             | 2 august 1993 (31 de ani)      | 8        | 1      | Portland Timbers     |
| 21  | A    | Carlos Palacios         | 20 iulie 2000 (24 de ani)      | 4        | 0      | Internacional        |
| 22  | A    | Ben Brereton            | 18 aprilie 1999 (25 de ani)    | 4        | 1      | Blackburn Rovers     |
| 24  | A    | Luciano Arriagada       | 20 aprilie 2002 (22 de ani)    | 1        | 0      | Colo-Colo            |
| 26  | A    | Clemente Montes         | 25 aprilie 2001 (23 de ani)    | 1        | 0      | Universidad Católica |

## Antrenori
| Antrenori            | An (i)    |
| -------------------- | --------- |
| Carlos Fanta         | 1916      |
| Julián Bertola       | 1917      |
| Hector Parra         | 1918–1919 |
| Juan Carlos Bertone  | 1920–1922 |
| Carlos Acuna         | 1924      |
| José Rosetti         | 1926      |
| Frank Powell         | 1928      |
| György Orth          | 1930      |
| Pedro Mazullo        | 1936–1939 |
| Maximum Garay        | 1941      |
| Franz Platko         | 1941–1945 |
| Luis Tirado          | 1946–1956 |
| José Salerno         | 1956–1957 |
| Ladislao Pakozdi     | 1957      |
| Fernando Riera       | 1958–1962 |
| Francisco Hormazábal | 1962–1965 |
| Luis Alamos          | 1965–1966 |
| Alejandro Scopelli   | 1966–1967 |

| Antrenori            | An (i)    |
| -------------------- | --------- |
| Salvador Nocetti     | 1968–1969 |
| Francisco Hormazábal | 1970      |
| Fernando Riera       | 1970      |
| Luis Vera            | 1971      |
| Raúl Pino            | 1971–1972 |
| Rudi Gutendorf       | 1972      |
| Luis Alamos          | 1973–1974 |
| Pedro Morales        | 1974–1975 |
| Caupolicán Peña      | 1976–1977 |
| Luis Santibanez      | 1977–1982 |
| Luis Ibarra          | 1983      |
| Isaac Carrasco       | 1984      |
| Vicente Cantatore    | 1984      |
| Pedro Morales        | 1985      |
| Luis Ibarra          | 1986      |
| Orlando Aravena      | 1987      |
| Manuel Rodríguez     | 1987      |
| Orlando Aravena      | 1988–1989 |

| Antrenori          | An (i)    |
| ------------------ | --------- |
| Arturo Salah       | 1990–1993 |
| Nelson Acosta      | 1993      |
| Mirko Jozić        | 1994      |
| Xabier Azkargorta  | 1995–1996 |
| Nelson Acosta      | 1996–2000 |
| Pedro García       | 2001      |
| Jorge Garcés       | 2001      |
| César Vaccia       | 2002      |
| Juvenal Olmos      | 2003–2005 |
| Nelson Acosta      | 2005–2007 |
| Marcelo Bielsa     | 2007–2011 |
| Claudio Borghi     | 2011–2012 |
| Jorge Sampaoli     | 2012–2016 |
| Juan Antonio Pizzi | 2016–2017 |
| Reinaldo Rueda     | 2018–2021 |
| Martín Lasarte     | 2021–2022 |
| Eduardo Berizzo    | 2022–2023 |
| Nicolás Córdova    | 2023      |

| Antrenori      | An (i) |
| -------------- | ------ |
| Ricardo Gareca | 2024–  |